# العلاقات البنمية البوتانية
العلاقات البنمية البوتانية هي العلاقات الثنائية التي تجمع بين بنما وبوتان.

## مقارنة بين البلدين
هذه مقارنة عامة ومرجعية للدولتين:
| وجه المقارنة                                              | بنما                      | بوتان          |
| --------------------------------------------------------- | ------------------------- | -------------- |
| المساحة (كم2)                                             | 74.18 ألف                 | 38.39 ألف      |
| عدد السكان (نسمة)                                         | 4.10 مليون                | 807.61 ألف     |
| الكثافة السكانية (ن./كم²)                                 | 55.27                     | 21.04          |
| العاصمة                                                   | بنما                      | تيمفو          |
| اللغة الرسمية                                             | اللغة الإسبانية           | لغة دزونكا     |
| العملة                                                    | بالبوا بنمي، دولار أمريكي | نغولترم بوتاني |
| الناتج المحلي الإجمالي (بليون دولار)                      | 61.84 مليار               | 2.51 مليار     |
| الناتج المحلي الإجمالي (تعادل القوة الشرائية) بليون دولار | 87.37 مليار               | 6.49 مليار     |
| الناتج المحلي الإجمالي الاسمي للفرد دولار أمريكي          | 13.27 ألف                 | 2.66 ألف       |
| الناتج المحلي الإجمالي للفرد دولار أمريكي                 | 20.89 ألف                 | 7.82 ألف       |
| مؤشر التنمية البشرية                                      | 0.780                     | 0.605          |
| رمز المكالمات الدولي                                      | +507                      | +975           |
| رمز الإنترنت                                              | .pa                       | .bt            |
| المنطقة الزمنية                                           | 00                        | ت ع م+06:00    |

## منظمات دولية مشتركة
يشترك البلدان في عضوية مجموعة من المنظمات الدولية، منها:
| علم المنظمة | اسم المنظمة                        | تاريخ انضمام بنما | تاريخ انضمام بوتان |
| ----------- | ---------------------------------- | ----------------- | ------------------ |
|             | يونسكو                             | 10 يناير 1950     | 13 أبريل 1982      |
|             | مؤسسة التمويل الدولية              | 20 يوليو 1956     | 1 ديسمبر 2003      |
|             | منظمة حظر الأسلحة الكيميائية       | ?                 | ?                  |
|             | مؤسسة التنمية الدولية              | 1 سبتمبر 1961     | 28 سبتمبر 1981     |
|             | وكالة ضمان الاستثمار متعدد الأطراف | 21 فبراير 1997    | 21 أكتوبر 2014     |
|             | الاتحاد البريدي العالمي            | ?                 | ?                  |
|             | منظمة الشرطة الجنائية الدولية      | ?                 | ?                  |
|             | الأمم المتحدة                      | 13 نوفمبر 1945    | 21 سبتمبر 1971     |
|             | الاتحاد الدولي للاتصالات           | 14 يوليو 1914     | 15 سبتمبر 1988     |
|             | البنك الدولي للإنشاء والتعمير      | 14 مارس 1946      | 28 سبتمبر 1981     |

## وصلات خارجية
- موقع وزارة الخارجية البنمية
- موقع وزارة الخارجية البوتانية